# Cristian Riveros
Cristian Riveros, teljes nevén Cristian Miguel Riveros Núñez (Saldívar, 1982. október 16. –) paraguayi labdarúgó, jelenleg a Sunderland és a válogatott középpályása.
A Sunderland előtt paraguayi csapatokban, valamint a mexikói Cruz Azul játékosa volt.

## Sikerei, díjai

### Libertad
- Bajnok: 2006 Apertura, 2007 Clausura